# God's Son
Albums de Nas
The Lost Tapes
(2002) Street's Disciple
(2004)
Singles
1. Made You Look
Sortie : 11 février 2003
2. I Can
Sortie : 18 avril 2003
3. Get Down
Sortie : 8 juillet 2003

God's Son est le sixième album studio de Nas, sorti le 16 décembre 2002 en France et le 17 décembre 2002 aux États-Unis.

## Contexte
Après la sortie de Stillmatic, Nas passe du temps avec sa mère, Ann Jones, qui est malade, jusqu'à ce qu'elle meurt d'un cancer du sein en avril 2002 dans ses bras. Cette mort lui inspire alors l'album God's Son (en français « Fils de Dieu »). Il annonce la sortie de cet album et la présence de beaucoup d'invités comme Eminem, Alicia Keys, The Alchemist, Salaam Remi ou encore Swizz Beatz. Même si l'album Stillmatic a été très bien reçu, les critiques disaient que Nas était habitué à faire des albums commerciaux depuis Illmatic et It Was Written, ses autres albums I Am... et Nastradamus ont été très critiqués, car jugés trop commerciaux.

## Réception

### Critique
L'album a été très bien accueilli par les critiques, comparé aux autres albums, le site Metacritic lui octroyant la note de 81/100. Même si cet album fut très bien reçu par les fans, ils considèrent tout de même Illmatic comme son meilleur album.

### Performance commerciale
L'album a débuté à la 12e place au Billboard 200 avec 156 000 copies vendues dès la première semaine et s'est classé directement 1er au Top R&B/Hip-Hop Albums. En trois semaines l'album s'est vendu à 630 000 copies et a été certifié disque de platine grâce au singles I Can et Made You Look. Finalement, l'album se vendra à plus d'un million de copies dans le monde.

## Liste des titres
| 1.    | Get Down (Produit par Nas et Salaam Remi)                                                          | Funky Drummer de James Brown The Boss de James Brown Rock Creek Park des Blackbyrds The Payback de James Brown          | 4:04 |
| 2.    | The Cross (Produit par Eminem)                                                                     | | 3:47 |
| 3.    | Made You Look (Produit par Salaam Remi)                                                            | | 3:23 |
| 4.    | Last Real Nigga Alive (Produit par Ron Browz)                                                      | 4 My Peeps de Red Hot Lover Tone featuring The Notorious B.I.G., Prince Poetry et M.O.P.                                | 5:04 |
| 5.    | Zone Out (featuring Bravehearts – Produit par Salaam Remi)                                         | | 3:48 |
| 6.    | Hey Nas (featuring Claudette Ortiz et Kelis – Produit par Salaam Remi)                             | Risin' to the Top de Keni Burke                                                                                         | 4:05 |
| 7.    | I Can (Produit par Salaam Remi)                                                                    | La Lettre à Élise de Ludwig van Beethoven Impeach the President des Honey Drippers She's Your Queen to Be de Paul Bates | 4:13 |
| 8.    | Book of Rhymes (Produit par The Alchemist)                                                         | For the Dollar Bill de Tommy Tate                                                                                       | 3:54 |
| 9.    | Thugz Mansion (N.Y.) (featuring 2Pac et J. Phoenix – Produit par Claudio Cueni et Michael Herring) | | 4:07 |
| 10.   | Mastermind (Produit par The Alchemist)                                                             | | 4:07 |
| 11.   | Warrior Song (featuring Alicia Keys – Produit par Alicia Keys)                                     | Na Poi de Fela Kuti | 4:42 |
| 12.   | Revolutionary Warfare (featuring Lakey the Kid – Produit par The Alchemist)                        | We Made It de Black Ivory                                                                                               | 3:29 |
| 13.   | Dance (Produit par Chucky Thompson)                                                                | Aïcha de Khaled | 3:34 |
| 14.   | Heaven (featuring Jully Black – Produit par Agile et Saukrates)                                    | I Love You d'Eddie Holman                                                                                               | 4:41 |
| 56:58 | | |      |

| 1. | Thugz Mirror Freestyle (Produit par The Alchemist) |                                    | 1:50 |
| 2. | Pussy Killz (Produit par Chucky Thompson)          | My Hero Is a Gun de Michael Masser | 4:38 |
| 3. | The G.O.D. (Produit par Swizz Beatz)               |                                    | 2:39 |

## Classements
| Pays / classement (2002)            | Meilleure position |
| ----------------------------------- | ------------------ |
| Pays-Bas (Mega Album Top 100)       | 42                 |
| France (SNEP)                       | 46                 |
| Allemagne (Media Control AG)        | 89                 |
| Japon (Oricon)                      | 97                 |
| Suisse (Schweizer Hitparade)        | 56                 |
| Royaume-Uni (UK Albums Chart)       | 57                 |
| États-Unis (Billboard 200)          | 12                 |
| États-Unis (Top R&B/Hip-Hop Albums) | 1                  |

| Année | Titre         | Position dans les classements | Position dans les classements    | Position dans les classements | Position dans les classements |
| Année | Titre         | Billboard Hot 100             | Hot R&B/Hip-Hop Singles & Tracks | Hot Rap Singles               | UK Singles Chart              |
| 2003  | Made You Look | 32                            | 12                               | 9                             | 27                            |
| 2003  | I Can         | 12                            | 7                                | 6                             | 19                            |
| 2003  | Get Down      | -                             | 76                               | -                             | -                             |